# Justin Ledet
Justin Ledet (Rosharon, 28 de setembro de 1988) é um boxeador e lutador de artes marciais mistas (MMA) americano, que atualmente compete na divisão peso-pesado do Ultimate Fighting Championship.

## Antecedentes
Nascido e criado na área de Houston, Texas, Ledet foi um talentoso jogador de basquetebol, competindo na posição 3 da Divisão II da NCAA do Texas A&M University-Kingsville. Ao abandonar o basquete, Ledet começou a treinar artes marciais mistas para ficar em forma - foi introduzido no esporte por meio de seu primo.

## Carreira no MMA

### Início de carreira
Antes de ingressar no UFC, Ledet acumulou um cartel de 6-0 (1), finalizando ou nocauteando todos os adversários, lutando quase exclusivamente em seu Estado Natal, o Texas. Ele também compilou um cartel no MMA amador de 3-0, antes de se tornar profissional.[carece de fontes?]

### Ultimate Fighting Championship
Ledet fez sua estreia na promoção em 6 de agosto de 2016, no UFC Fight Night: Rodríguez vs. Caceres, contra Chase Sherman. Ele venceu a luta por decisão unânime.
A próxima luta de Ledet aconteceu em 19 de novembro de 2016, no UFC Fight Night: Mousasi vs. Hall 2, contra Mark Godbeer. Ele venceu a luta por finalização no primeiro round.
Ledet enfrentaria o estreante Dmitriy Sosnovskiy, em 4 de fevereiro de 2017, no UFC Fight Night: Bermudez vs. Korean Zombie. No entanto, Ledet retirou-se da luta em 26 de janeiro, citando uma lesão não revelada. Por sua vez, oficiais da organização confirmaram que Ledet fora suspenso por quatro meses, após testar positivo para um esteroide anabolizante em um suplemento contaminado.
Ledet enfrentaria Dmitriy Sosnovskiy, em 16 de setembro de 2017, no UFC Fight Night: Rockhold vs. Branch. Posteriormente, Sosnovskiy foi retirado do card, em 10 de setembro, e substituído pelo recém-chegado Zu Anyanwu. Em luta equilibrada, Ledet venceu por decisão dividida.

## Cartel no MMA
| Cartel no MMA   |            |            |
| 14 lutas        | 9 vitórias | 4 derrotas |
| Por nocaute     | 2          | 2          |
| Por finalização | 5          | 0          |
| Por decisão     | 2          | 2          |
| No contest      | 1          | 1          |

| Res.    | Cartel  | Oponente         | Método                                    | Evento                                  | Data       | Round | Tempo | Local                    | Notas                     |
| ------- | ------- | ---------------- | ----------------------------------------- | --------------------------------------- | ---------- | ----- | ----- | ------------------------ | ------------------------- |
| Derrota | 9-4 (1) | Dustin Jacoby    | Nocaute Técnico (chutes na perna e socos) | UFC Fight Night: Hall vs. Silva         | 31/10/2020 | 1     | 2:38  | Las Vegas, Nevada        |                           |
| Derrota | 9-3 (1) | Aleksa Camur     | Decisão (unânime)                         | UFC 246: McGregor vs. Cowboy            | 18/01/2020 | 3     | 5:00  | Las Vegas, Nevada        |                           |
| Derrota | 9-2 (1) | Johnny Walker    | Nocaute Técnico (soco rodado e socos)     | UFC Fight Night: Assunção vs. Moraes II | 02/02/2019 | 1     | 0:15  | Fortaleza                |                           |
| Derrota | 9-1 (1) | Aleksandar Rakić | Decisão (unânime)                         | UFC Fight Night: Shogun vs. Smith       | 22/07/2018 | 3     | 5:00  | Hamburgo                 | Retorno aos Meio Pesados. |
| Vitória | 9-0 (1) | Zu Anyanwu       | Decisão (dividida)                        | UFC Fight Night: Rockhold vs. Branch    | 16/09/2017 | 3     | 5:00  | Pittsburgh, Pennsylvania |                           |
| Vitória | 8-0 (1) | Mark Godbeer     | Finalização (mata leão)                   | UFC Fight Night: Mousasi vs. Hall 2     | 19/11/2016 | 1     | 2:16  | Belfast                  | Performance da Noite.     |
| Vitória | 7-0 (1) | Chase Sherman    | Decisão (unânime)                         | UFC Fight Night: Rodríguez vs. Caceres  | 06/08/2016 | 3     | 5:00  | Salt Lake City, Utah     | Estreia no UFC.           |
| NC      | 6-0 (1) | Brice Ritani-Coe | Sem Resultado (golpe no olho)             | Legacy FC 55                            | 13/05/2016 | 1     | 1:37  | Houston, Texas           |                           |
| Vitória | 6-0     | Jon Hill         | Finalização                               | RITC 44                                 | 27/02/2016 | 1     | 1:47  | Oklahoma City, Oklahoma  | Estreia nos Pesados.      |
| Vitória | 5-0     | Jordan Clissold  | Nocaute Técnico (socos)                   | IXFA 8                                  | 07/07/2012 | 1     | 0:59  | Vinton, Luisiana         |                           |
| Vitória | 4-0     | Isaac Villanueva | Finalização (chave de braço)              | Immortal Kombat Fighting                | 28/01/2012 | 3     | 0:40  | Spring, Texas            |                           |
| Vitória | 3-0     | Alexander Pappas | Finalização                               | IXFA: Extreme Fighting                  | 23/04/2011 | 1     | 0:26  | Winnie, Texas            |                           |
| Vitória | 2-0     | Jason Sullivan   | Nocaute Técnico (socos)                   | IXFA                                    | 04/12/2010 | 1     | 2:46  | Houston, Texas           |                           |
| Vitória | 1-0     | Josh Foster      | Finalização (chave de perna)              | IXFA                                    | 16/10/2010 | 3     | 0:58  | Houston, Texas           |                           |